# Hyposemansis xyrina
Hyposemansis xyrina är en fjärilsart som beskrevs av Kobes 1983. Hyposemansis xyrina ingår i släktet Hyposemansis och familjen nattflyn. Inga underarter finns listade i Catalogue of Life.